# Spectrofili
Spectrofili er en parafili som omhandler seksuel tiltrækning til spøgelser og ånder. Dette kan indebære at lede efter ånders tilsynekomst i et spejl. Folk som har denne fetich kan stimulere sig selv mod spejle og have seksuelle fantasier om spøgelser. De har ofte vinduer åbne og forestiller sig spøgelser når de onanerer.

### Fodnoter
1. ↑  fleshbot.com – spectrophilia Arkiveret 15. oktober 2006 hos  Wayback Machine (engelsk)

### Andet
- Artikel om spectrofili (engelsk)

| Sex | Spire Denne artikel om sex eller sexologi er en spire som bør udbygges. Du er velkommen til at hjælpe Wikipedia ved at udvide den. |